# Saint-Pierre-de-Manneville
Saint-Pierre-de-Manneville é uma comuna francesa na região administrativa da Normandia, no departamento de Sena Marítimo. Estende-se por uma área de 10,25 km². Em 2010 a comuna tinha 924 habitantes (densidade: 90,1 hab./km²).